# Joan Mañé i Flaquer
Joan Mañé i Flaquer (Torredembarra, 15 d'octubre de 1823- Barcelona, 8 de juliol de 1901) fou un periodista i escriptor català.

## Biografia
Va nàixer a Torredembarra el 1823, fill de Joan Baptista Mañer i Recasens, comerciant liberal d'Altafulla, i de Paula Flaquer i Mallafré de Torredembarra. De jove fou un liberal radical, membre de la milícia de Tarragona, i s'inicià com a periodista a El Genio, del jove Víctor Balaguer. El 1843 es traslladà a Barcelona per a fer carrera com a periodista, i col·laborà a La Discusión de Pau Piferrer i Fàbregas, El Ángel Exterminador i La Lira Española. Es llicencià en filosofia i lletres, fou professor i posteriorment director de l'Institut Barcelonès, i el 1850 fou catedràtic de llatí i de castellà a la Universitat de Barcelona. El 1852 fou nomenat acadèmic de la Reial Acadèmia de Bones Lletres. El 12 de setembre de 1851 contrau matrimoni amb Amàlia Fenollosa i Peris a l'església de Santa Maria de Castelló de la Plana.
El 1847 s'estrenà com a crític de teatre al Diari de Barcelona i influí sobre el seu propietari Antoni Brusi i Ferrer de donar al diari un tarannà més polític des del 1854, proper a la Unió Liberal, cosa que li va valer l'exili a França i a Roma algun cop. Amb els anys moderà el seu liberalisme i esdevingué una mena d'oracle de la burgesia catalana. Fou director del diari des del 1865 fins a la seva mort el 1901. Arribà a ser un dels redactors més prestigiosos del seu temps per la seva independència de criteri, tot i ser conservador, raó per la qual fou sovint consultat pel rei Alfons XII i per Antonio Cánovas del Castillo.
Adoptà sempre un ideari descentralitzador, que el va dur a enfrontar-se amb el govern espanyol el 1878 tot defensant el foralisme del País Basc i Navarra, però mostrà sempre una postura excessivament conservadora, oposada al carlisme i al federalisme, i tancada davant el republicanisme de Valentí Almirall i l'incipent catalanisme de la Lliga de Catalunya. Joan Maragall fou secretari seu en els darrers anys. Un retrat seu forma part de la Galeria de Catalans Il·lustres de l'Ajuntament de Barcelona.
L'any 1970 el Centre d'Iniciatives i Turisme de Torredembarra creà en la seva memòria el Premi de Periodisme Mañé i Flaquer, patrocinat per l'Ajuntament d'aquesta vila i per la Diputació de Tarragona.

## Obres
- Historia del bandolerismo y de la Camorra en la Italia meridional (1864)
- Cartas provinciales (1875)
- La revolución de 1868 juzgada por sus autores (1876)
- La paz y los fueros (1876)
- El oasis: viaje al país de los fueros (Provincias Vascongadas y Navarra) (1876-1880)
- El regionalismo (1887)